# Відслонення сармату в селі Великий Глибочок
Відсло́нення сарма́ту в селі́ Вели́кий Глибочо́к — комплексна пам'ятка природи місцевого значення. Розташована за 800 метрів на північ від села Великий Глибочок Тернопільського району Тернопільської області у старому недіючому кар'єрі на правому високому березі річки Серет.

## Пам'ятка
Оголошена об'єктом природно-заповідного фонду рішенням Тернопільської обласної ради № 105 від 14 грудня 2006 року «Про внесення змін та доповнення до мережі територій та об'єктів природно-заповідного фонду Тернопільської області». Перебуває у віданні Великоглибочецької сільської ради.

## Галерея

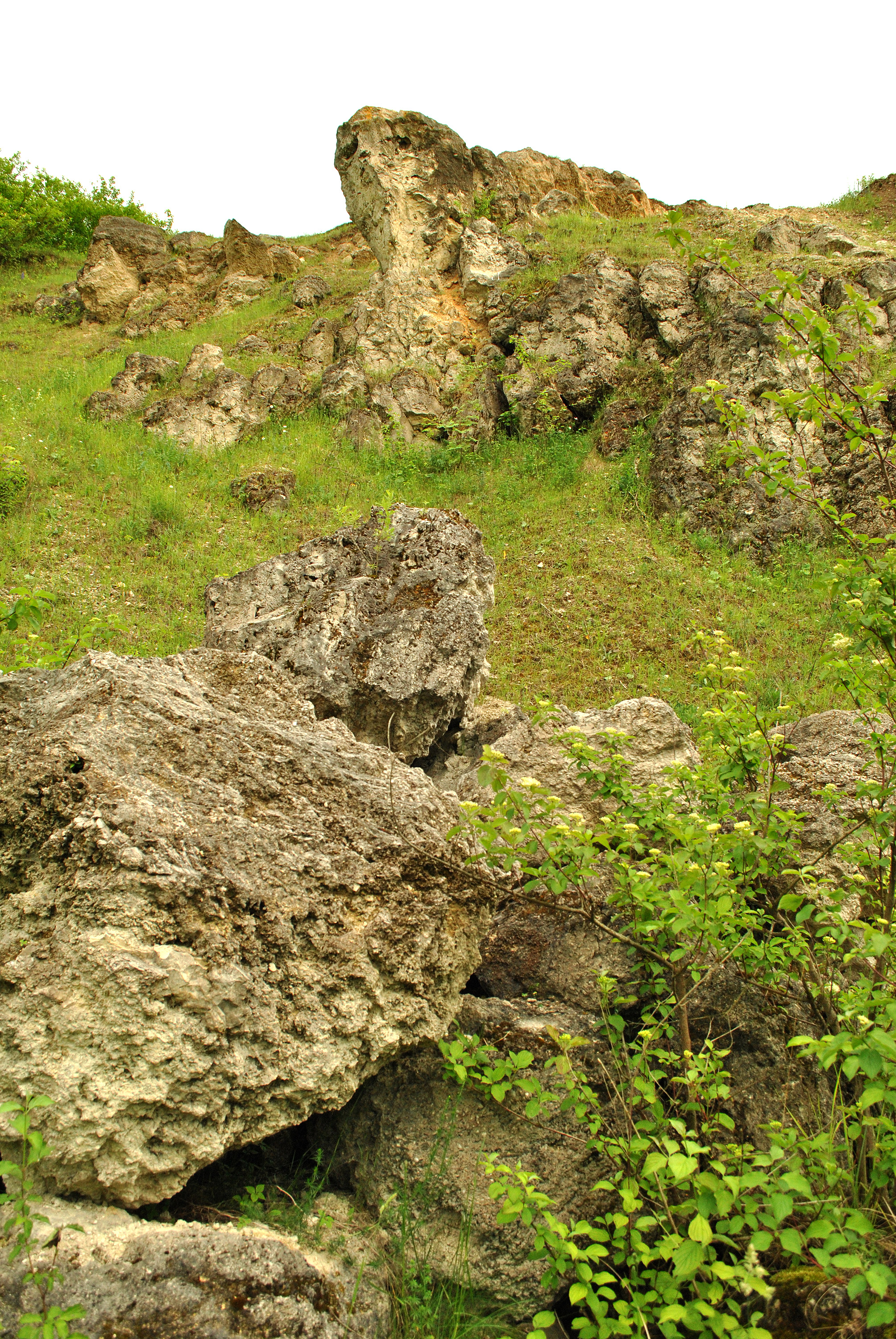
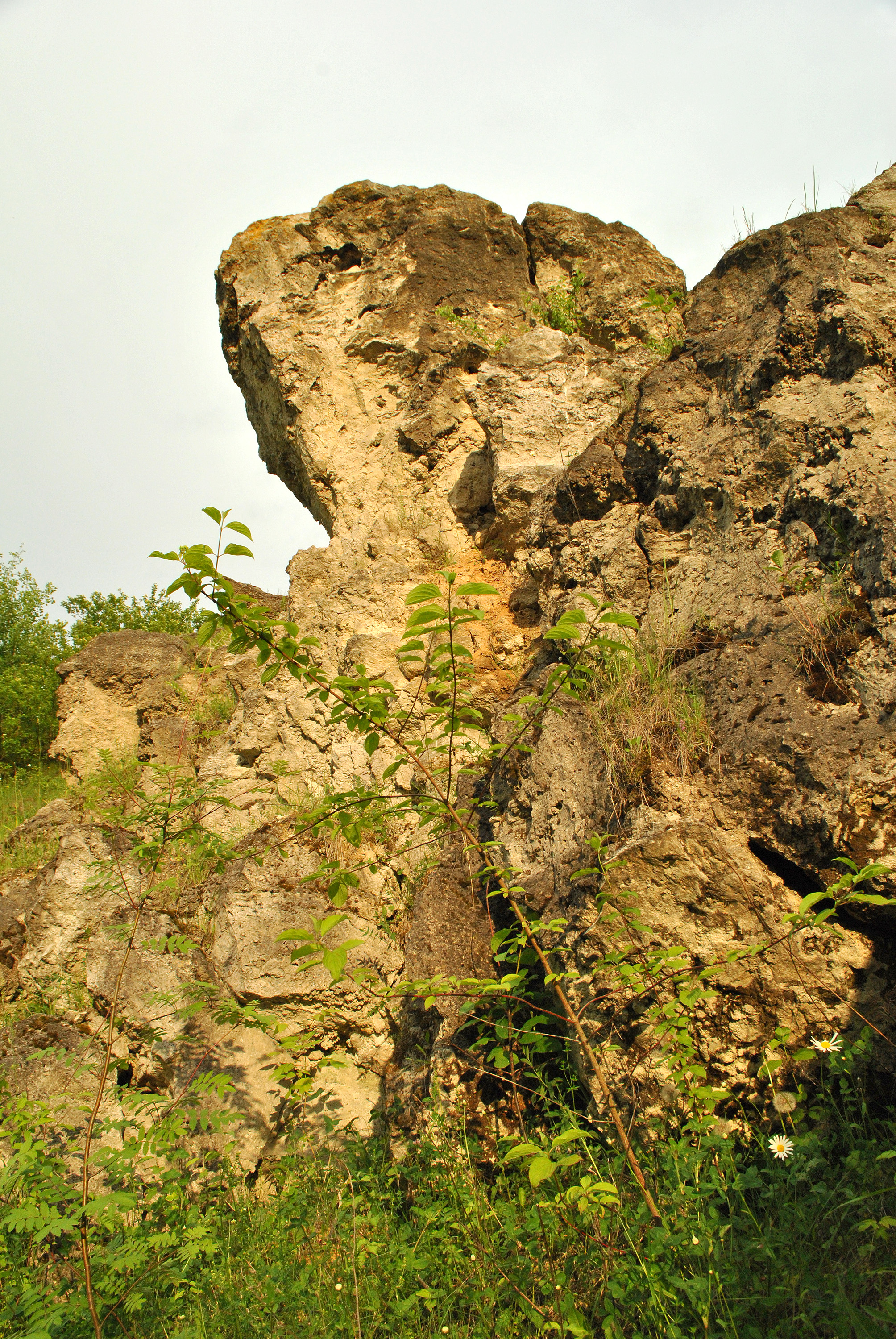
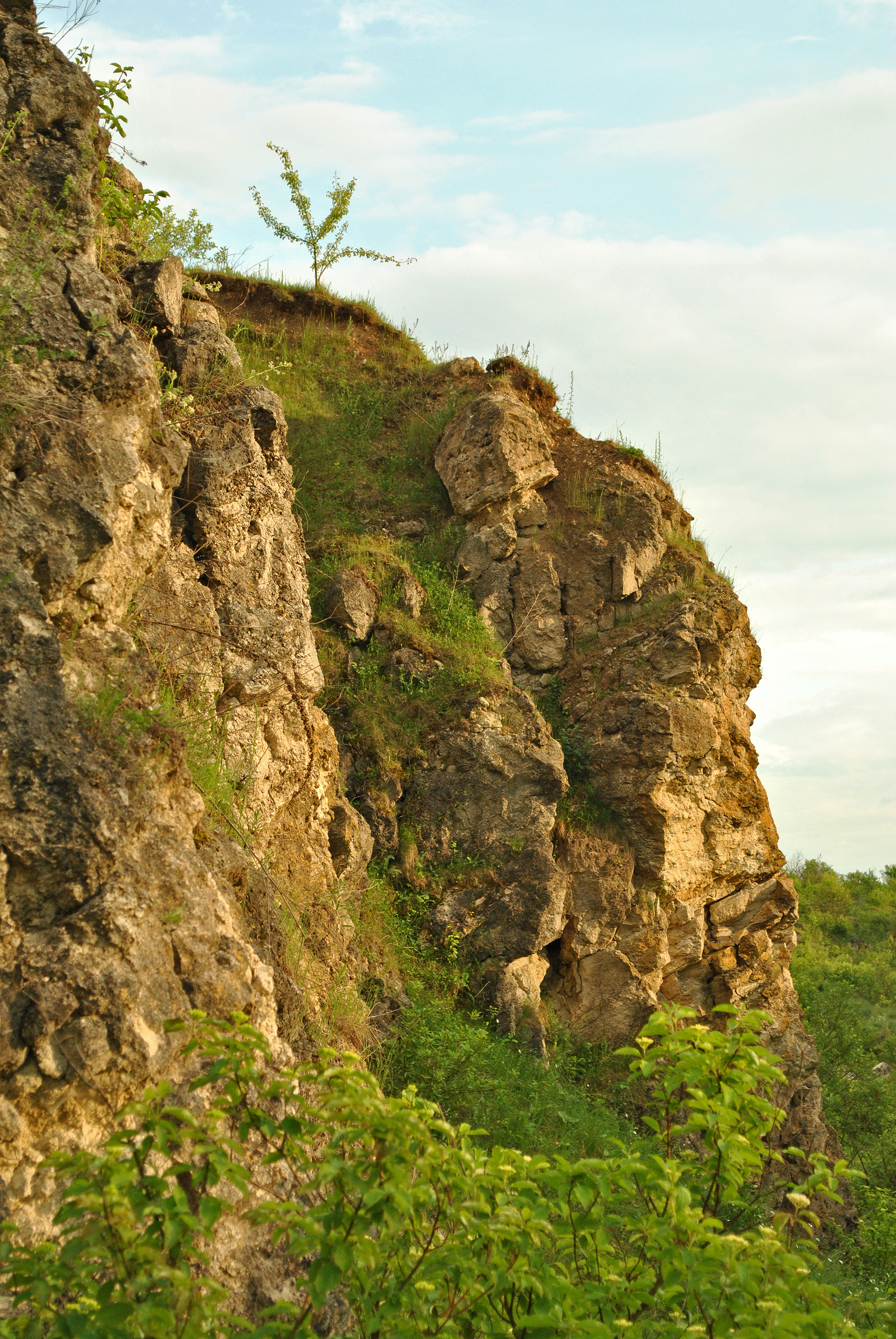
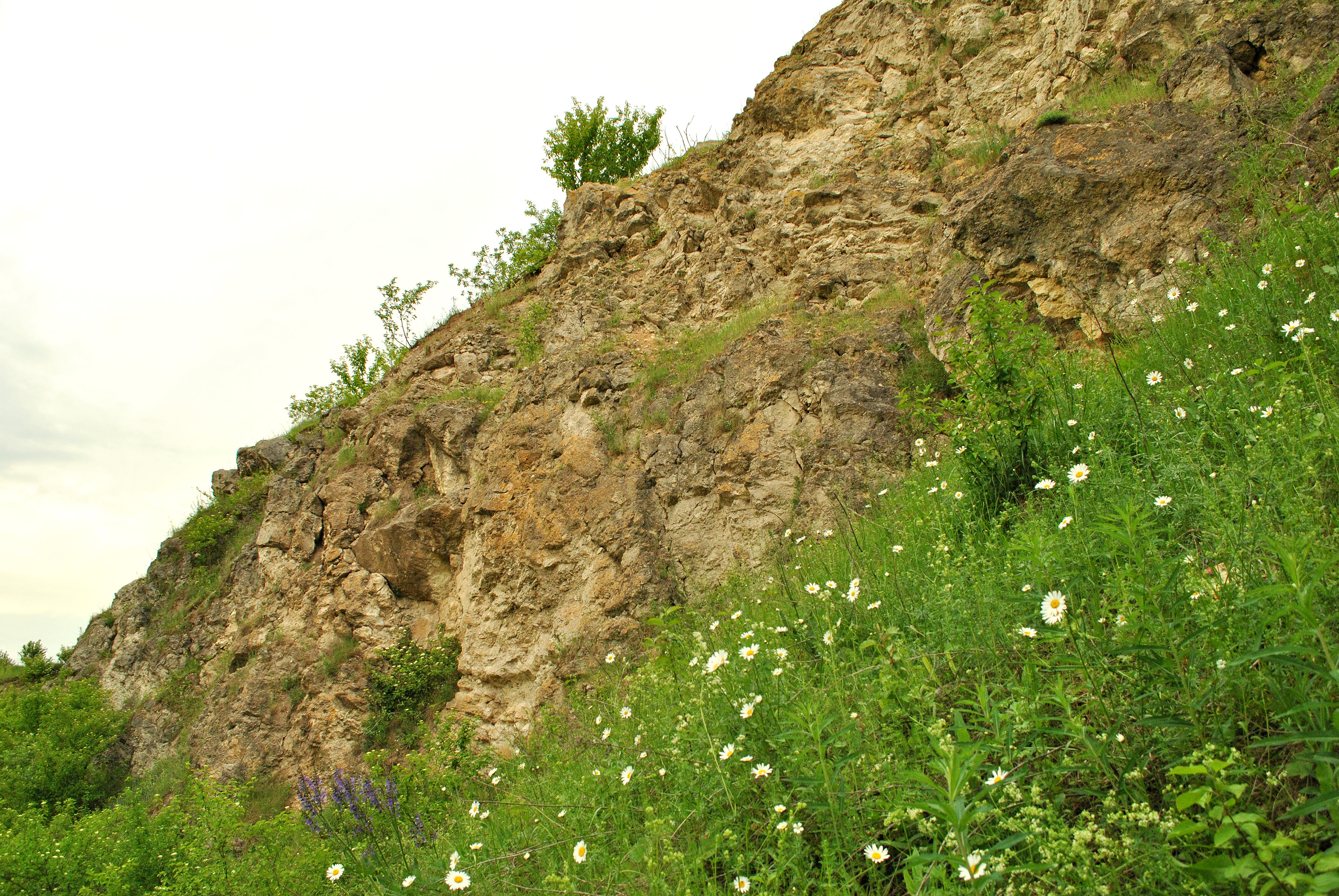
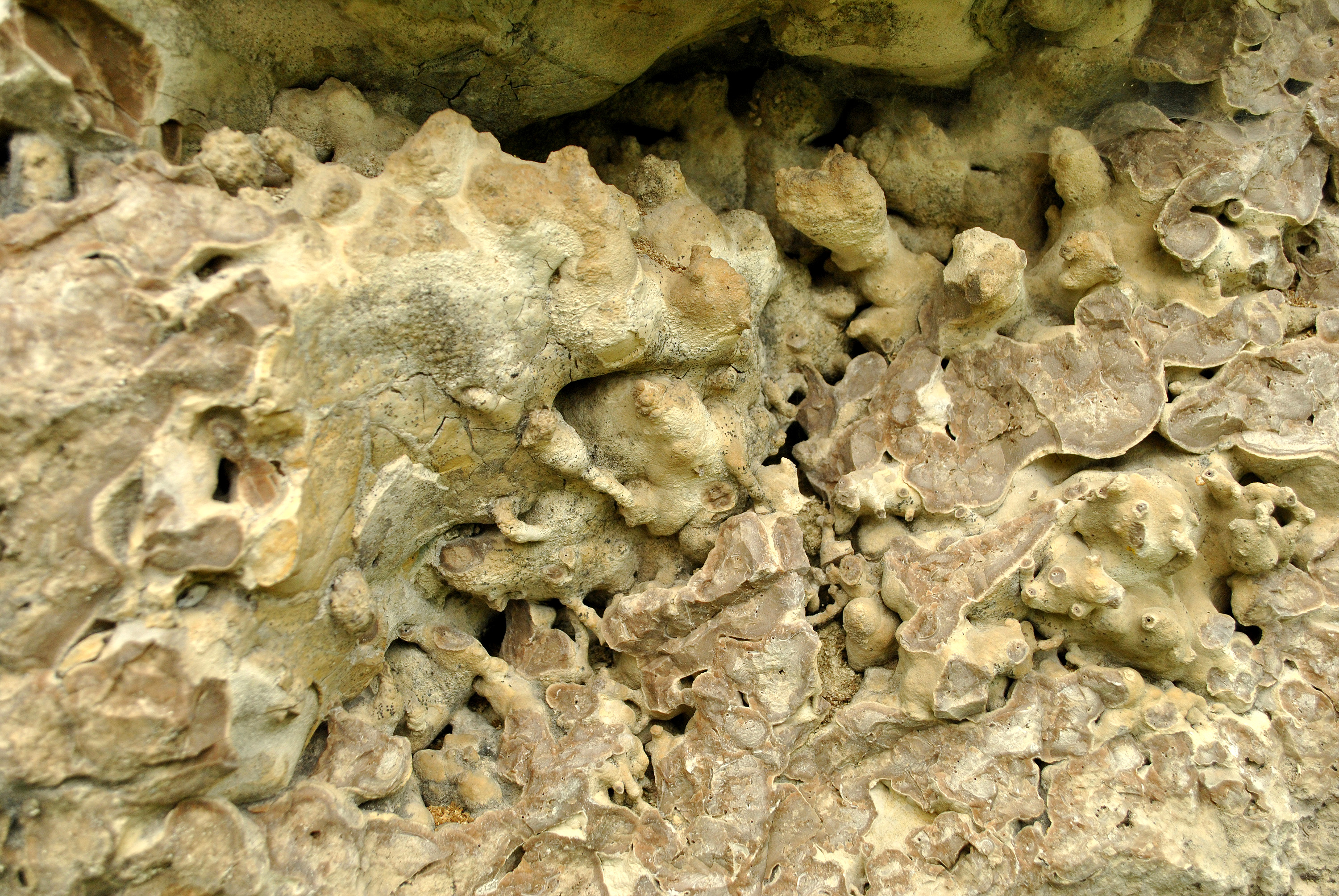
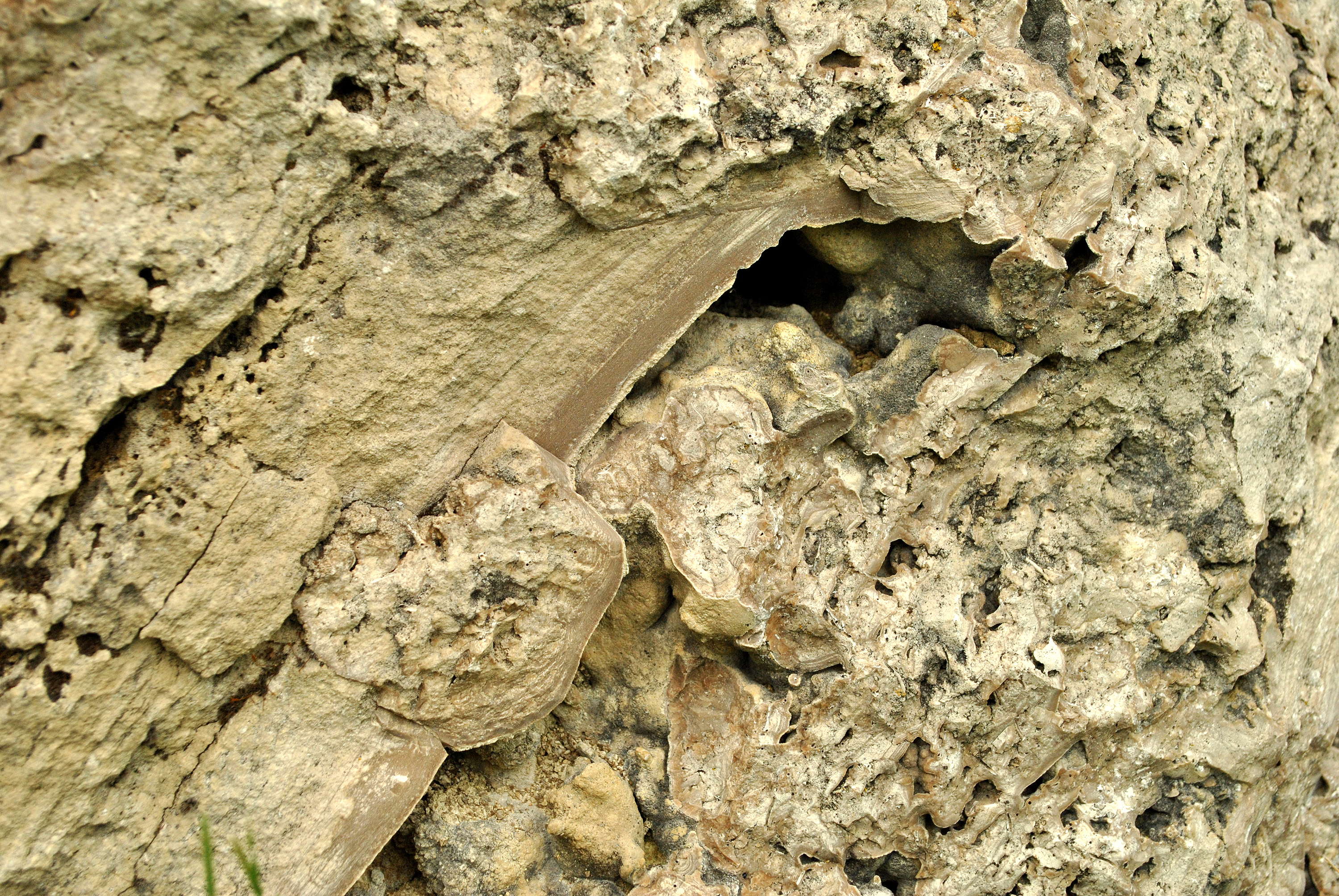

### Вивчення
Геолог Андрій Богуцький виявив три геологічні рівні залягання схилових відкладів серединного плейстоцену, породи яких вміщують культурні рештки. 1979 Олександр Ситник уперше провів палеолітичну експедицію, яка виявила у насипах і зсувах четвертинних відкладів кар'єру сотні крем'яних виробів, що технічно-типологічними характеристиками становили суміш матеріалу багатьох археологічних епох — від ашеля до мезоліту.
У 1981, 1987, 1991, 1997 роках продовжили вивчати об'єкт, котрому надано статус національно-культурного надбання як пам'ятці історії, монументального мистецтва й археології Державним реєстром № 4004, охоронне зобов'язання № 2253.

## Характеристика
Площа — 1,5 га.
Під охороною — відслонення потужної товщі (20-25 м) рифоїдних вапняків нижнього сармату. Представлено майже всі їх різновиди: черепашкові, моховаткові, серпулові та інші. Зверху товща рифових вапняків перекрита четвертинними відкладами потужними 3-6 м із кількома культурними горизонтами нижнього і середнього палеоліту.